# National Thanksgiving Turkey Presentation

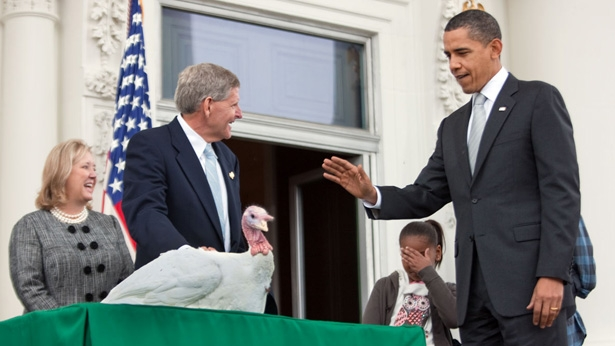
Barack Obama begnadigt Courage (2009)

Die National Thanksgiving Turkey Presentation ist eine mittlerweile zum Brauchtum des Weißen Hauses an Thanksgiving gehörende Werbeveranstaltung der National Turkey Federation sowie des Poultry and Egg National Board, bei der dem Präsidenten feierlich ein lebender Truthahn überreicht wird. Spätestens seit Beginn der Amtszeit von George H. W. Bush 1989 werden das zum Verzehr bestimmte Tier und das Ersatztier traditionell „begnadigt“.

## Ursprung der Tradition
Obwohl die genauen Ursprünge der Tradition unklar bleiben, sehen manche im Truthahn Jack die Ursprünge der Tradition: Im Jahr 1863 führten Abraham Lincoln und sein Sohn Tad Lincoln (1853–1871) ein öffentliches Zwiegespräch über die Tötung von Jack zu Thanksgiving sowie über sein Wahlrecht. Teilweise wurde hier die Deutung nahegelegt, dass am Beispiel von Jack metaphorisch die Kontroversen um die Emanzipations-Proklamation sowie um den andauernden Sezessionskrieg ausgetragen wurden. Lincoln habe einerseits das Pathos um Thanksgiving und andererseits den (scheinbar) banalen Charakter der „Truthahndiskussion“ instrumentalisiert, um angesichts der drohenden Sezession einheitsbildend auf die Nation einzureden. Von Jack ist überliefert, dass er mindestens die Präsidentschaftswahl 1864 überlebte, wo er eine Nebenrolle in einer Wahlkampfveranstaltung für wählende Soldaten spielte.
Die chronologisch nächsten Mythen zu Begnadigungen oder Empfängen von Truthähnen tauchen erst wieder ab der Mitte des 20. Jahrhunderts auf. Die Truman Library dementiert beispielsweise die anscheinend häufig vorgebrachten Vermutungen, Präsident Truman (1945–1953) habe die Veranstaltungsform begründet. Die Archivare der Eisenhower Presidential Library stellen fest, dass keine Hinweise vorliegen, nach denen Präsident Eisenhower einen der ihm präsentierten Truthähne begnadigte. Von John F. Kennedy wird überliefert, dass er während der Zeremonie am 18. November 1963 zwar keine „Begnadigung“ aussprach, aber mit Hinblick auf die Aufschrift der Halsmarke „Good Eating Mr. President“ (Guten Appetit Herr Präsident) „Let’s just keep him.“ (Lass ihn uns behalten) äußerte. Ronald Reagan verwies scherzhaft auf eine angebliche „Begnadigung“ eines Truthahns namens Charly in einer Pressekonferenz zu einer etwaigen Begnadigung von Oliver North. Nachdem in der Zeremonie von 1984 der presidential turkey dem Präsidenten mit seinen Flügeln mehrfach ins Gesicht schlug, wird zusätzlich auch ein zweiter vice presidential bird ausgewählt, der im Regelfall keine Rolle in der Zeremonie spielt, aber seit 1989 ebenfalls (nicht öffentlich) begnadigt wird. Ab 1989 wurde die Tradition unter George H. W. Bush formalisiert und die Vögel wurden ausnahmslos begnadigt. Zunächst war es üblich, dass die Hähne ihr Restleben im Frying Pan Park (Fairfax County, Virginia) verbrachten. Zwischen 2005 und 2009 schickte man die Hähne entweder ins Disneyland Californien oder ins Walt Disney World Resort, wo sie eine Rolle in der Thanksgiving Day Parade einnahmen. Ab 2010 schickt man die Hähne auf das ehemalige Anwesen von George Washington, dem Landsitz Mount Vernon. Die Vögel sterben aufgrund zuchtbedingter Gesundheitsprobleme typischerweise innerhalb eines Jahres nach der Zeremonie.
In den USA werden jährlich im vierten Quartal knapp 70 Mio. Truthähne verspeist.

## Deutungen
Es gibt eine Reihe von Deutungen und Interpretationen der Inszenierung begnadigter Truthähne. So wurde etwa vorgeschlagen, das Ritual als eine Inszenierung von Souveränität zu interpretieren: „Verschleiert als ein Scherz, etabliert und verfestigt die symbolische Begnadigung die Position des Souverän, indem er seine Macht über Leben und Tod als eine Eigenschaft dieser Position demonstriert.“ Auch die Auffassung der begnadigten Truthähne als geopferte Erstlingsfrucht unterstreichen einerseits die zeremonielle Rolle des politischen Souveräns und „ebnen [andererseits] symbolisch den Weg für die Millionen anderen Truthähne die in der Folge sterben werden (oder bereits getötet und tiefgefroren wurden)“ Auch Karen Davis sieht in dem Ritus die „bedeutungsschwangere Inszenierung eines Tieropfers“, das den „Appetit anregen“ soll. Eine andere Analyse schlägt vor, über die „tierpolitischen“ Dimensionen hinaus auch zu fragen, „[w]as passiert, wenn diese Abbildungen in Cartoons […] parodiert werden und ‚nicht-begnadigte‘ Truthähne in Guantanamo Bay enden oder als gefesselt und geknebelter Saddam Hussein mit einem Apfel im Mund?“ Daraus wird dann geschlussfolgert, dass diese Bilder „in komplexe Entrückungen und Ersetzungen übergehen, in denen die Truthähne zu Stellvertretern für ethnisch Andere werden.“

## Ähnliche Inszenierungen
Einige Bundesstaaten mit einer jeweils starken Agrarindustrie praktizieren den Ritus seit etwa der Jahrtausendwende; darunter Minnesota, Missouri, Iowa und North Dakota. Sarah Palin inszenierte 2008 als Kandidatin für die Vizepräsidentschaft die Begnadigung eines Truthahns auf einer Farm in Alaska. Diese Aktion wurde ihr vielfach als „Debakel“ ausgelegt, weil in einem anschließenden Interview zu tagespolitischen Fragen im Hintergrund die Schlachtungen mehrerer Truthähne zu sehen waren. Palin begnadigte 2009 einen weiteren Truthahn und inszeniert sich seither allgemein öfter als „rustikal, bodenständig und unerschrocken vor der notwendigen und rechtschaffenen Gewalt an Tieren“, indem sie etwa mit „Jagdtrophäen“ posiert oder öffentlich über ihre Fähigkeiten plaudert, Elche zu häuten. 2006 begnadigte der schwedische Ministerpräsident Fredrik Reinfeldt anlässlich der kommenden Weihnachtsfeiertage das Schwein Smulan. Die Begnadigung wurde von TV4 angeregt und schließlich im Kontext des Bingolotto ausgestrahlt.
Filmisch wurde das Thema im Animationsfilm Free Birds umgesetzt.

## Liste der „begnadigten“ Truthähne
Die Namen der Vögel werden von den Züchtern oder in Onlineabstimmungen auf der Website des Weißen Hauses bestimmt:
Begnadigungen unter Präsident Ronald Reagan
- 1987: Charlie

Begnadigungen unter Präsident Bill Clinton
- 1999: Harry
- 2000: Jerry

Begnadigungen unter Präsident George W. Bush
- 2001: Liberty und Freedom
- 2002: Katie und Zack
- 2003: Stars und Stripes
- 2004: Biscuits und Gravy
- 2005: Marshmallow und Yam
- 2006: Flyer und Fryer
- 2007: May und Flower
- 2008: Pecan und Pumpkin

Begnadigungen unter Präsident Barack Obama
- 2009: Courage und Carolina[19]
- 2010: Apple und Cider[20]
- 2011: Liberty und Peace[21]
- 2012: Cobbler und Gobbler[22]
- 2013: Popcorn und Caramel
- 2014: Cheese und Mac(aroni)
- 2015: Honest und Abe[23]
- 2016: Tater und Tot[24]

Begnadigungen unter Präsident Donald Trump
- 2017: Drumstick und Wishbone[25]
- 2018: Peas und Carrots aus Huron (South Dakota)[26]
- 2019: Butter und Bread des Farmers Wellie Jackson aus Clinton (North Carolina).[27]
- 2020: Corn und Cob[28]

Begnadigungen unter Präsident Joe Biden
- 2021: Peanut Butter und Jelly
- 2022: Chocolate und Chip[29]
- 2023: Liberty und Bell
- 2024: Peach und Blossom[30]

## Bilder

Einige Pressefotos von Truthahnpräsentationen
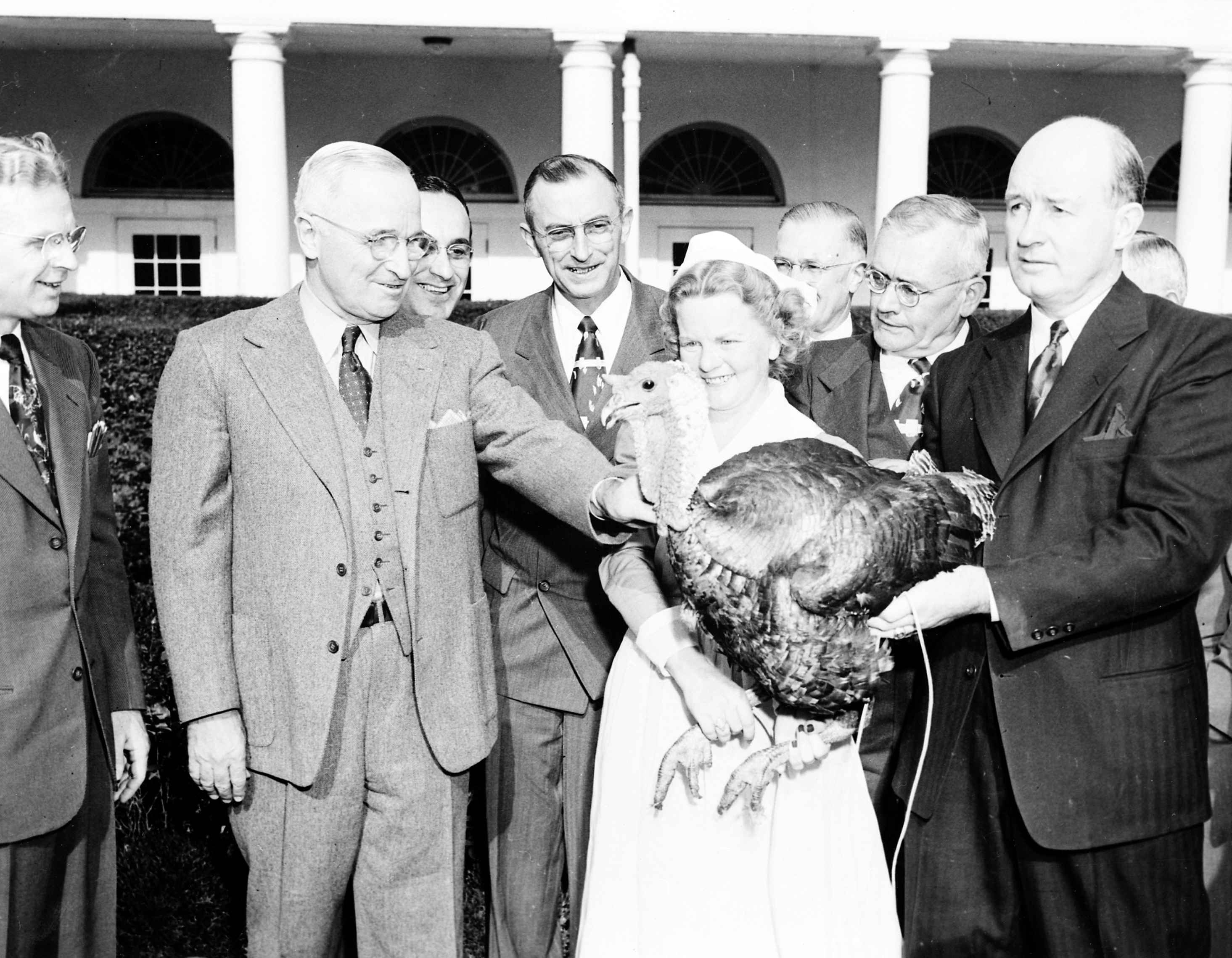
Präsident Truman bekommt von diversen Vertretern der US-amerikanischen Geflügelindustrie einen Truthahn überreicht (1949).
Präsident Kennedy bei der Übergabe des Thanksgiving-Truthahns (1963).
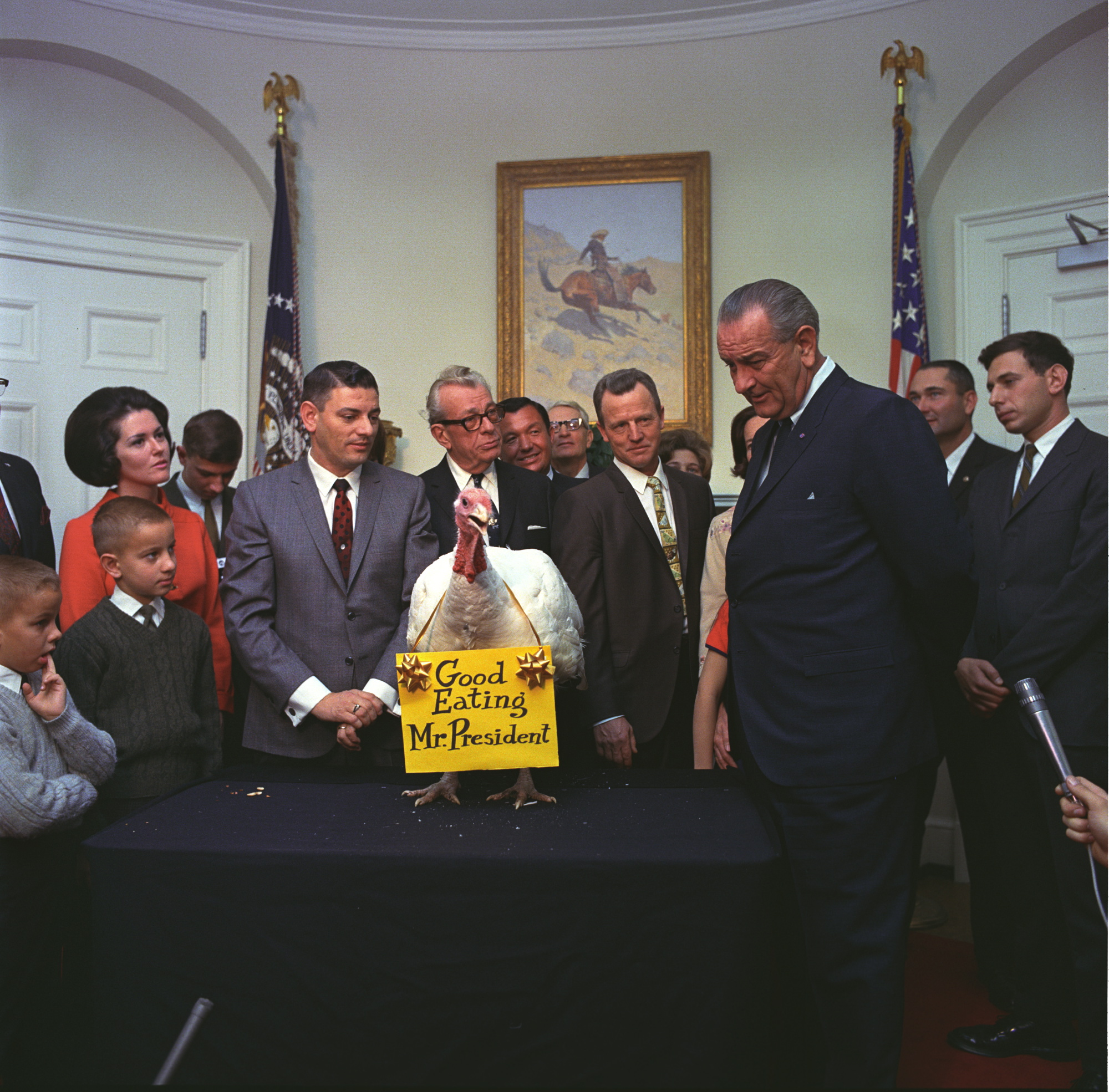
Überreichung eines Truthahns an Präsident Johnson (1967).
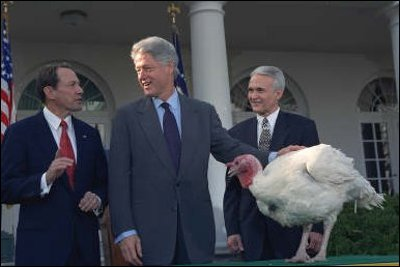
Bill Clinton bei der Begnadigung von Harry (1999).
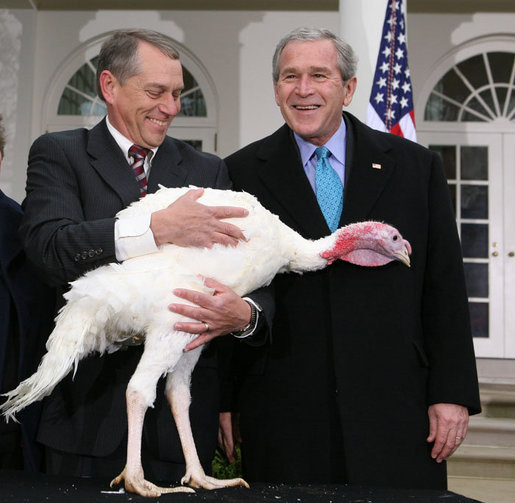
Lynn Nut überreicht George W. Bush den Truthahn Flyer (2006).